# Кирилович Валерій Анатолійович
Кирилович Валерій Анатолійович (28 квітня 1953 р., Житомир) — український науковець , доктор технічних наук, професор кафедри автоматизації та комп'ютерно-інтегрованих технологій ім. професора Б. Б. Самотокіна Державного університету «Житомирська політехніка».

## Біографія
Валерій Кирилович народився 28 квітня 1953 року в м. Житомирі. У 1960—1964 роках навчався у школі села Крошня (з 1971 року — у складі Житомира), у 1964—1970 роках — у житомирській школі № 36, яку закінчив із золотою медаллю. В 1970—1975 роках навчався на Житомирському загально-технічному факультеті Київського політехнічного інституту (ЖЗТФ КПІ) за спеціальністю «Технологія машинобудування, металорізальні верстати та інструменти». Після отримання диплому деякий час працював інженером–конструктором відділу головного механіка Житомирського заводу верстатів-автоматів, у 1975—1976 роках проходив строкову військову службу.
У січні 1978 року почав працювати у науково-дослідному секторі ЖЗТФ КПІ на посаді інженера, з квітня 1979 року почав викладати в цьому ж навчальному закладі, зайнявши посаду асистента кафедри металорізальних верстатів та інструментів. У 1986—1990 роках навчався в аспірантурі при Київському політехнічному інституті, в результаті у 1990 році захистив кандидатську дисертацію на тему «Вибір промислових роботів при технологічному проектуванні робототехнічних складальних систем». Того ж, 1990 року повернувся на викладацьку роботу до Житомирської політехніки, спершу працював асистентом кафедри технології машинобудування, з 1991 року — старший викладач, пізніше — доцент кафедри робототехнічних систем та комплексів (звання доцента отримав у 1993 році). У липні—вересні 2002 року обіймав посаду декана Житомирського інженерно-технологічного інституту, з квітня 2005 року по квітень 2007 року — декана факультету інформаційно-комп'ютерних технологій ЖДТУ. З квітня по липень 2007 року працював першим проректором Приватного вищого навчального закладу першої категорії підприємництва та сучасних технологій (ПВНЗ ІПСТ); з липня 2007 року по червень 2009 року був виконуючим обов'язки ректора даного навчального закладу. У вересні 2009 року повернувся до Житомирського Державного технологічного університету, де обійняв посаду доцента кафедри автоматизації та комп'ютерно-інтегрованих технологій.
У 2015 році захистив докторську дисертацію на тему «Автоматизований синтез роботизованих механоскладальних технологій в гнучких виробничих комірках» та отримав науковий ступінь доктора технічних наук.

## Наукова діяльність
До сфери наукових інтересів Валерія Кириловича входять автоматизація технологічної підготовки гнучкого механоскладального виробництва та автоматизоване проектування роботизованих технологічних процесів механоскладання. Станом на 2018 рік опублікував 235 науково-методичних праць, серед яких (одноосібно або у співавторстві) 4 монографії, 8 підручників та навчальних посібників, 9 патентів та авторських свідоцтв, низка публікацій в українських та зарубіжних наукових виданнях. З 2009 року регулярно бере участь у міжнародних науково-технічних конференціях. Під його науковим керівництвом захищено 5 кандидатських дисертацій.

### Вибрана бібліографія
Підручники, навчальні посібники
- Кирилович В. А. Нормування часу та режимів різання для токарних верстатів з ЧПУ: навч. посібник / В. А. Кирилович, П. П. Мельничук, В. А. Яновский ; за ред. В. А. Кириловича. — Житомир: ЖІТІ, 2001. — 600 с.
- Желєзна, А. О. Основи взаємозамінності, стандартизації та технічних вимірювань: навч. посібник / А. О. Желєзна, В. А. Кирилович. — Житомир: ЖІТІ, 2002. — 616 с.
- Кирилович В. А. Технологія автоматизованого виробництва: навч.-метод. посібник. Вип.3 : Курсове проектування / В. А. Кирилович, В. А. Яновський. — Житомир: ЖІТІ, 2002. — 148с.
- Кирилович В. А. Основи системного аналізу: практикум: навч. посібник / В. А. Кирилович, В. Б. Крижанівський, І. В. Сачук. — Житомир: ЖДТУ, 2004. — 104с.
- Технологія автоматизованого виробництва: підручник / О. О. Жолобов, В. А. Кирилович, П. П. Мельничук, В. А. Яновський. — Житомир: ЖДТУ, 2008. — 1014 с.
- Кирилович В. А. Програмування механічної обробки в технологічних системах: навч. посібник / В. А. Кирилович, С. С. Чайковський. — Житомир: ЖДТУ, 2009. — 178 с.
- Планування, моделювання та верификація процесів у гнучких виробничих системах. практикум: навч.-метод. посібник / І. Ю. Черепанська, В. А. Кирилович, А. Ю. Сазонов, Б. Б. Самотокін. — Житомир: ЖДТУ, 2015. — 285 с.
- Кирилович В. А. Основи технологій обробки поверхонь деталей машин: підручник / В. А. Кирилович, П. П

Монографії
- Визначення тривалості виробничого циклу в механоскладальних РТК / Валерій Кирилович, Ілона Сачук // Projectowanie procesow i systemow technologicznych. [Monografia] / Pod redakcja Antoniego Swicia. — Lubelskie Towarzystwo Naukowe, Lublin, Poland, 2003. — S. 139—147.
- Самотокин Б. Б. Лаборатории удаленного доступа управления и виртуальные учебные лаборатории / Б. Б. Самотокин, В. А. Кирилович, А. Ю. Сазонов // Современные методы преподавания для студентов инженерных направлений: монография / А. А. Большаков и др. / под общ. ред. О. Н. Долининой. — Саратов: Сарат. гос. техн. ун–т, 2014. — С. 43–59.
- Сазонов А. Ю. Наукові основи автоматизованого керування точністю позиціонування промислових роботів при синтезі спеціалізованих гнучких інтегрованих систем: монографія / А. Ю. Сазонов, В. А. Кирилович, О. М. Безвесільна, І. Ю. Черепанська. — Житомир: ЖДТУ, 2015. — 271 с.
- Черепанська І. Ю. Теорія і принципи побудови автоматизованої системи для лінійних і кутових переміщень об'єктів виробництва з використанням математичного апарату кватерніонів та штучних нейронних мереж: монографія / І. Ю. Черепанська, В. А. Кирилович, А. Ю. Сазонов, О. М. Безвесільна. — Житомир: ЖДТУ, 2016. — 326 с.

## Спортивна діяльність
У період навчання в інституті Валерій Кирилович захопився спортом, у 1974 році отримав звання майстра спорту СРСР із сучасного п'ятиборства, після служби в армії деякий час працював тренером із сучасного п'ятиборства ДСТ «Колос» у Житомирі.
Неодноразово виборював призові місця на першостях ДСТ «Авангард» та «Колос», а також на Всеукраїнських змаганнях серед ветеранів, призер спартакіади України 1975 року. Був членом збірної команди України серед ветеранів із сучасного п'ятиборства, неодноразово брав участь у Європейських змаганнях, чемпіонатах світу та Європи із сучасного п'ятиборства серед ветеранів, призер етапу кубка Європи серед ветеранів 1998 року. Рекордсмен України з плавання серед ветеранів 2010 року. Очолює Житомирську федерацію сучасного п'ятиборства, член Президії федерації сучасного п'ятиборства України.